# Montgomery County, Pennsylvania
Montgomery County är ett administrativt område i delstaten Pennsylvania i USA, med 799 874 invånare. Den administrativa huvudorten (county seat) är Norristown. 

## Politik
Montgomery County har under senare år tenderat att rösta på demokraterna i politiska val.
Demokraternas kandidat har vunnit rösterna i countyt i samtliga presidentval sedan valet 1992. Dessförinnan hade republikanerna vunnit countyt i alla utom tre presidentval (1892, 1912, 1964) sedan valet 1888.

## Geografi
Enligt United States Census Bureau har countyt en total area på 1 262 km². 1 251 km² av den arean är land och 11 km² är vatten.

### Angränsande countyn
- Lehigh County - nord
- Bucks County - nordost
- Philadelphia County - sydost
- Delaware County - sydväst
- Chester County - väst
- Berks County - nordväst